# Internationale Filmfestspiele Berlin 1958
Die Internationalen Filmfestspiele Berlin 1958 fanden vom 27. Juni bis zum 8. Juli 1958 statt.
Willy Brandt eröffnete als neuer Regierender Bürgermeister von Berlin erstmals das Festival. In seiner Eröffnungsrede pries Brandt auf die Vielfalt des internationalen Films, dessen Darstellungskunst, kaum weniger verschieden sei als die Sprache und Sitten der Völker. Die Kritik lobte zum Abschluss des Festivals nicht nur die Vielfalt, sondern vor allem die Vielzahl außergewöhnlich guter Filme, die die achte Ausgabe des Festivals zu einem der erfolgreichsten machten.

## Wettbewerb
In diesem Jahr stellten sich folgende Filme im Wettbewerb dem Urteil der internationalen Jury:
| Filmtitel                                       | Regisseur            | Produktionsland               | Darsteller (Auswahl)                                          |
| Der 10. Mai                                     | Franz Schnyder       | Schweiz                       | Therese Giehse, Heinz Reincke                                 |
| Anna von Brooklyn                               | Carlo Lastricati     | Italien, Frankreich           | Gina Lollobrigida, Vittorio De Sica                           |
| Aschermittwoch                                  | Roberto Gavaldón     | Mexiko                        | María Félix                                                   |
| Eiskalt in Alexandrien – Feuersturm über Afrika | J. Lee Thompson      | Großbritannien                | John Mills, Sylvia Syms, Anthony Quayle                       |
| Es geschah am hellichten Tag                    | Ladislao Vajda       | Deutschland, Schweiz, Spanien | Heinz Rühmann, Gert Fröbe, Michel Simon                       |
| Flucht in Ketten                                | Stanley Kramer       | USA                           | Tony Curtis, Sidney Poitier                                   |
| Die fremden Götter                              | Román Viñoly Barreto | Argentinien                   |                                                               |
| Die Gehetzten                                   | Nikos Koundouros     | Griechenland                  |                                                               |
| Gesetz ist Gesetz                               | Christian-Jaque      | Italien, Frankreich           | Totò, Fernandel                                               |
| Goldene Berge                                   | Gabriel Axel         | Dänemark                      |                                                               |
| Hoch die Illusion                               | Rafael Gil           | Spanien                       |                                                               |
| Mädchen in Uniform                              | Géza von Radványi    | Deutschland, Frankreich       | Lilli Palmer, Romy Schneider, Therese Giehse                  |
| Mirjam                                          | William Markus       | Finnland                      |                                                               |
| Mitsuko – Geschichte einer jungen Liebe         | Tadashi Imai         | Japan                         |                                                               |
| Eine Nacht in der Hölle                         | Samouel Khachikian   | Iran                          |                                                               |
| Der Rebell von Bella Vista                      | Emilio Fernández     | Mexiko                        |                                                               |
| Tatort… Hauptbahnhof Kairo                      | Youssef Chahine      | Ägypten                       | Farid Shawqi, Hind Rostom, Youssef Chahine, Hassan el Baroudi |
| Tödliche Versuchung                             | Eisuke Takizawa      | Japan                         |                                                               |
| Tom Dooley – Held der grünen Hölle              | Zygmunt Sulistrowski | Deutschland, Brasilien        | John Sutton                                                   |
| Wild ist der Wind                               | George Cukor         | USA                           | Anna Magnani, Anthony Quinn, Anthony Franciosa                |
| Wilde Erdbeeren                                 | Ingmar Bergman       | Schweden                      | Victor Sjöström, Bibi Andersson, Ingrid Thulin                |
| Zeit zu leben und Zeit zu sterben               | Douglas Sirk         | USA                           | John Gavin, Liselotte Pulver                                  |
| Zurück ins Leben                                | Arild Brinchmann     | Norwegen                      |                                                               |
| Zwei Augen – Zwölf Hände                        | V. Shantaram         | Indien                        | V. Shantaram, Sandhya                                         |

## Internationale Jury
In diesem Jahr war der amerikanische Regisseur Frank Capra Jurypräsident. Er stand folgender Jury vor: Gerhard T. Buchholz (Deutschland), Duilio Coletti (Italien), Willy Haas (Deutschland), Gerhard Lamprecht (Deutschland), Jean Marais (Frankreich), L. B. Rao (Indien), Leopold Reidemeister (Deutschland), Paul Rotha (Großbritannien), Michi Tanaka (Japan), J. Novais Teixeira (Brasilien).

## Preisträger
- Goldener Bär: Wilde Erdbeeren
- Silberne Bären:
  - Tadashi Imai (Beste Regie)
  - Anna Magnani in Wild ist der Wind (Beste Darstellerin)
  - Sidney Poitier in Flucht in Ketten (Bester Darsteller)
  - Do Ankhen Barah Haath (Sonderpreis der Jury)

- Goldener Bär für einen Dokumentarfilm: Perris Abenteuer (Perri) von N. Paul Kenworthy und Ralph Wright
- Silberner Bär für einen Dokumentarfilm: Panamericana – Traumstraße der Welt von Hans Domnick

## Weitere Preisträger
- Jugendfilmpreis: Der Paß des Teufels (Dokumentarfilm) von Jacques Dupont und Pierre Schoendoerffer
- FIPRESCI-Preis: Eiskalt in Alexandrien – Feuersturm über Afrika und Wilde Erdbeeren